# قتاد
استراغالوس نجمي أو القَتَاد أو شوك القتاد،كثيراء أو القفعاء أو مِخْلَب العقاب أو عَنْزَرُوت أو قَدَّاد أو أصابع العروس (أو الأَسْطَرَاغَالُوس أو أسطرغالوس أو القرنيات الفراشية في الترجمات الحرفية) (باللاتينية: Astragalus) جنس نبات يضم حوالي 3000 نوع من النباتات  معظمها أعشاب وجنبات، ينتمي إلى الفصيلة البقولية، ويكثر في المناطق المعتدلة من نصف الكرة الأرضية الشمالي.

## أسماء أخرى
- قفعاء من الممكن أن يطلق اسم القفعاء أيضا مكان القتاد حيث أن قاموس لسان العرب لابن منظور قد ذكر أن الاسم اشتق من صفة ثمر هذه النباتات «...والقَفْعاءُ حَشِيشةٌ ضعيفة خَوّارةٌ وهي من أَحرار البُقُولِ، وقيل: هي شجرة تنبت فيها حَلَقٌ كحَلَقِ الخَواتِيمِ إِلا أَنها لا تلتقي، تكون كذلك ما دامت رَطْبة، فإِذا يَبِسَت سقط ذلك عنها...» وذكر أيضا «...قال الليث: القَفْعاءُ حشيشةٌ خَوّارةٌ من نبات الربيع خَشْناء الورَقِ، لها نَور أَحمر مثل شَرَرِ النار، وورَقُها تَراها مُسْتَعْلِياتٍ من فوق وثمرها مُقَفَّعٌ من تحت...»[19]
- أصابع العروس
- بيقية اللبن أو بيقية الحليب أو جلبان الحليب أو كرسنة الحليب وهي الترجمة الحرفية من الإنكليزية (بالإنجليزية: Milkvetch)‏.

## من أنواع القتادالواطنةفيالوطن العربي
يضم أكثر من مئة نوع، منها:
- القتاد الإبراهيمي (باللاتينية: Astragalus ibrahimianus) في المغرب العربي
- قتاد إصبعي الثمار (باللاتينية: Astragalus dactylocarpus) في المشرق العربي وتركيا
- القتاد الأشعث (باللاتينية: Astragalus hispidulus) في مصر
- القتاد الأشيب (باللاتينية: Astragalus incanus) في المغرب العربي وجنوب غرب أوروبا
- القتاد الأصغر (باللاتينية: Astragalus tragacantha) في المغرب العربي وجنوب غرب أوروبا
- قتاد الأطلس المتوسط (باللاتينية: Astragalus mesatlanticus) في المغرب العربي
- القتاد الغرناطي (باللاتينية: Astragalus granatensis) أو (باللاتينية: Astracantha granatensis) في إسبانيا والمغرب العربي
- القَتَاد الأمانوسي (باللاتينية: Astragalus amanus) في بلاد الشام
- قتاد البحر الميت (باللاتينية: Astragalus sieberi) في بلاد الشام وسيناء
- القَتَاد البروغييري (باللاتينية: Astragalus bruguieri) في بلاد الشام وتركيا
- القَتَاد البعوضي (باللاتينية: Astragalus pelecinus) في معظم مناطق حوض المتوسط
- قتاد بيتلحمي (باللاتينية: Astragalus bethlehemiticus) في بلاد الشام
- القتاد بيضوي الرأس (باللاتينية: Astragalus oocephalus) في بلاد الشام وتركيا
- القتاد البيوتي (باللاتينية: Astragalus boeticus) في بلاد الشام ومصر والمغرب العربي وحوض المتوسط
- القَتَاد الثعلبي (باللاتينية: Astragalus alopecuroides) في المغرب العربي وإسبانيا وفرنسا
- القَتَاد ثلاثي الأشعة (باللاتينية: Astragalus triradiatus) في بلاد الشام
- القتاد الجزائري (باللاتينية: Astragalus algerianus) في المغرب العربي
- القَتَاد الجملي (باللاتينية: Astragalus camelorum) في سيناء
- القَتَاد حاد اللسان (باللاتينية: Astragalus oxyglottis) في بلاد الشام وبعض مناطق حوض البحر الأسود
- القَتَاد الحاصباني (باللاتينية: Astragalus hasbeyanus) في بلاد الشام
- القتاد الحريري (خناصير العروس) (باللاتينية: Astragalus bombycinus)
- القتاد الحلبي (باللاتينية: Astragalus aleppicus)
- القتاد الحلقي أو الحُربُث (أصابع العروس) (باللاتينية: Astragalus annularis)
- القتاد الحواري (باللاتينية: Astragalus hauarensis) في مصر والمغرب العربي
- القتاد الخردلي (باللاتينية: Astragalus siliquosus) في بلاد الشام وتركيا
- القتاد الخطافي أو العجفة (باللاتينية: Astragalus hamosus) في بلاد الشام ومصر والمغرب العربي وحوض المتوسط وشرق أوروبا
- القتاد الدرهمي (باللاتينية: Astragalus nummularius) في بلاد الشام وكريت
- القَتَاد الزحلاوي (باللاتينية: Astragalus zachlensis) في بلاد الشام
- القَتَاد السمسمي (باللاتينية: Astragalus sesameus) في بلاد الشام والمغرب العربي ومعظم مناطق حوض المتوسط
- القتاد شصي الثمار (باللاتينية: Astragalus ancistrocarpus)
- القتاد الشمبري (حالب) (باللاتينية: Astragalus schimperi)
- القتاد الشوكي (الجداد) (باللاتينية: Astragalus spinosus) في بلاد الشام ومصر
- القتاد الصنوبري (باللاتينية: Astragalus pinetorum)
- القتاد الصمغي (باللاتينية:  Astragalus gummifer) في العراق وكردستان
- القتاد طويل الأسنان (باللاتينية: Astragalus longidentatus)
- القتاد العطري (باللاتينية: Astragalus odoratus) في بلاد الشام وتركيا والقوقاز والبلقان
- القتاد العقربي (باللاتينية: Astragalus scorpioides) في بلاد الشام والمغرب العربي وإسبانيا
- القتاد الغربي (باللاتينية: Astragalus algarbiensis) في المغرب العربي وإسبانيا والبرتغال
- القتاد الغريفي (باللاتينية: Astragalus gryphus) في المغرب العربي
- القتاد الفصلي (باللاتينية: Astragalus trimestris) في بلاد الشام ومصر
- القَتَاد الفليني (باللاتينية: Astragalus suberosus) في بلاد الشام
- القَتَاد فوقي اللسان (باللاتينية: Astragalus epiglottis) في بلاد الشام والمغرب العربي ومعظم مناطق حوض المتوسط
- القتاد القاهري (باللاتينية: Astragalus kahiricus) في مصر
- القَتَاد القلموني (باللاتينية: Astragalus antilibani) في بلاد الشام
- القتاد القنفذي (باللاتينية: Astragalus echinops) في بلاد الشام وتركيا والقوقاز
- القتاد الكراليكي (باللاتينية: Astragalus kralikii) في مصر والمغرب العربي
- القتاد الكوفي أو كريشة الحمار (باللاتينية: Astragalus kofensis) في العراق
- قتاد اللجاة (باللاتينية: Astragalus trachoniticus) في بلاد الشام
- القتاد اللين (باللاتينية: Astragalus callichrous) في بلاد الشام
- القتاد الماعزي (باللاتينية: Astragalus caprinus) في بلاد الشام ومصر والمغرب العربي وتركيا وجزر المتوسط
- القتاد المتناثر (باللاتينية: Astragalus sparsus) في بلاد الشام وسيناء
- القتاد المثلث (باللاتينية: Astragalus trigonus) في بلاد الشام ومصر والمغرب العربي
- القتاد المجعّد (خزام القط) (باللاتينية: Astragalus corrugatus) في المغرب العربي وبلاد الشام والعراق ومصر وتركيا وقبرص وروسيا
- القتاد المراكشي (باللاتينية: Astragalus maroccanus) في المغرب العربي
- القتاد المريوطي (باللاتينية: Astragalus mareoticus) في مصر والمغرب العربي
- القتاد المستوحد (باللاتينية: Astragalus eremophilus) في بلاد الشام ومصر والمغرب العربي
- القَتَاد المسلح (باللاتينية: Astragalus armatus) في المغرب العربي
- القتاد المضغوط أو الرخامة (باللاتينية: Astragalus tribuloides) في بلاد الشام
- القتاد المعقوف (باللاتينية: Astragalus aduncus) في بلاد الشام وتركيا
- القَتَاد المعياري (باللاتينية: Astragalus vexillaris) في بلاد الشام وتركيا
- القتاد المغربي (باللاتينية: Astragalus maurus) في المغرب العربي
- القَتَاد ملون القمة (باللاتينية: Astragalus chlorostegius) في بلاد الشام
- القتاد المنخفض (باللاتينية: Astragalus depressus) في المغرب العربي وأوروبا
- القَتَاد منزوع الحواف (باللاتينية: Astragalus emarginatus) في بلاد الشام وتركيا
- القَتَاد الموري (باللاتينية: Astragalus maurorum) في المغرب العربي
- القَتَاد الموصلي (باللاتينية: Astragalus mossulensis) في بلاد الشام والعراق
- قتاد مير (باللاتينية: Astragalus maireanus) في المغرب العربي

## من أنواع القتاد خارج الوطن العربي
- القتاد البحري (باللاتينية: Astragalus maritimus) في سردينيا
- القتاد الحليبي (باللاتينية: Astragalus lacteus) في البلقان
- القتاد الليونتيني (باللاتينية: Astragalus leontinus) في البلقان وإيطاليا وسويسرا وفرنسا وإسبانيا
- القتاد الهسباني (باللاتينية: Astragalus graecus) في إسبانيا
- القتاد اليوناني (باللاتينية: Astragalus graecus)
- قتاد حبشي أو نبات السيف (باللاتينية: Astragalus abyssinicus)
- قتاد نجمي أو قفعاء الحليب (باللاتينية: Astragalus asterias)

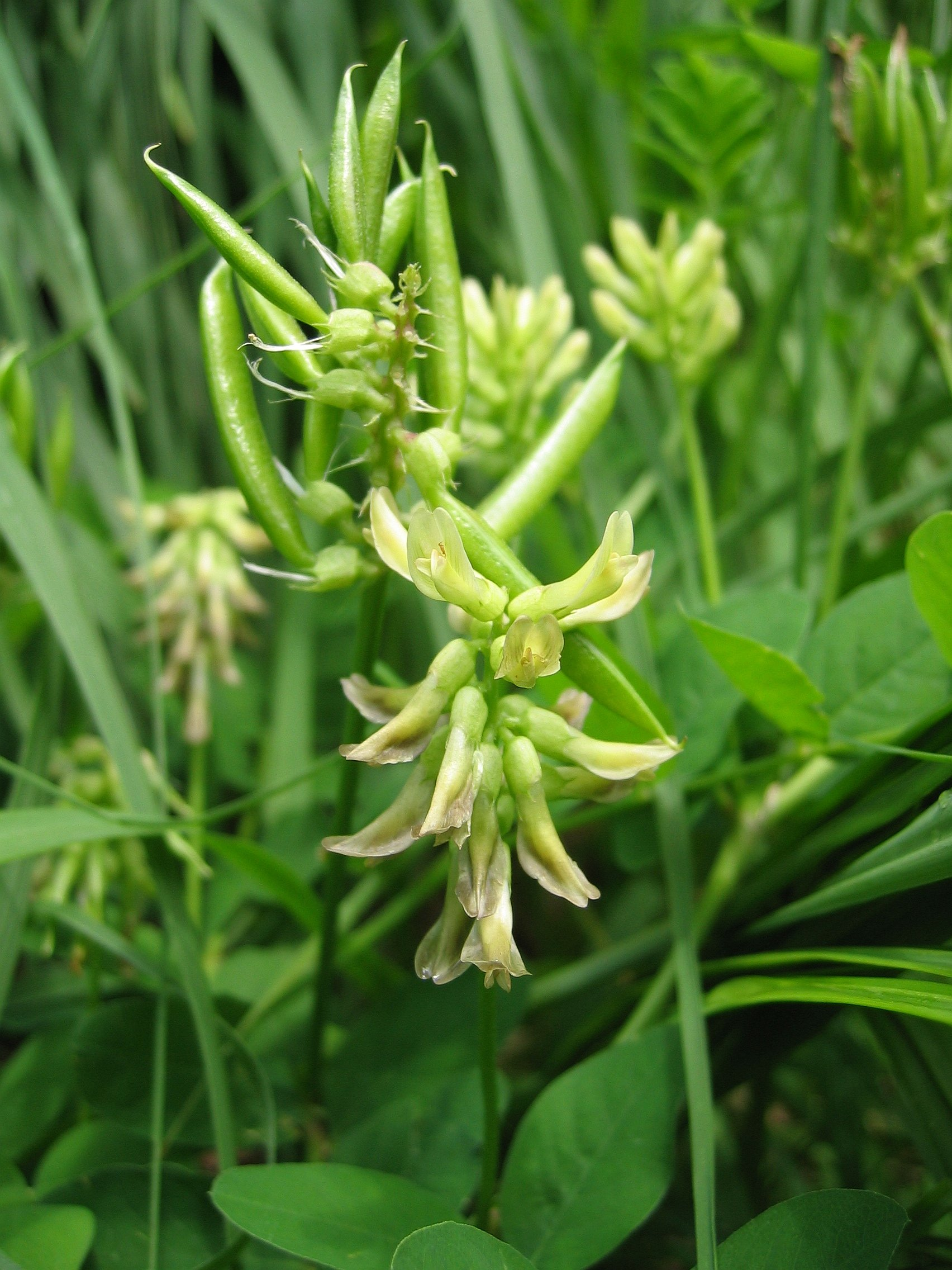
قتاد من نوع Astragalus glycyphyllos

- عظام الفأر (باللاتينية: Astragalus gerensis)
- العنزروت (باللاتينية: Astragalus sarcocolla)

## الاستعمالات الشعبية
يستخدم القتاد من نوع القَتَاد الداني أو الأسطراغالُس القريب أو المُجاوِر وَيُسمّى أيضًا «القفعاء الدانية»  (Astragalus propinquus). ويسمّى أيضًا Astragalus membranaceus كنبات طبي في الطب الصيني الشعبي 

## الأبحاث
قامت شركات تقانة حيوية Geron Corporation و TA Therapeutics في هونغ كونغ باستحصال محفز لأنزيم التيلوميراز telomerase ويتم دراسة مادة cycloastragenol وتسمى أيضاً TAT2 كدواء يكافح فيروس مرض الإيدز والأخماج المترافقة الأمراض المزمنة أو الشيخوخة.
ولكن معاهد الصحة الأمريكية تقول: إن الأدلة على فائدة نبات القتاد لأي حالة صحية محدودة وهنالك نقص في وجود تجارب سريرية عالية الجودة ولكن يوجد دليل أولي على أن القتاد يعزز جهاز المناعة والقلب والكبد إما منفرداً وإما بالتشارك مع أعشاب أخرى كمعالجة داعمة لمرض السرطان..

## التأثيرات الجانبية
قد يتداخل القتاد مع الأدوية المثبطة للمناعة كالسيكلوفوسفاميد. وقد يؤثر على مستوى السكر بالدم وعلى ضغط الدم. وبعض أنواع القتاد سامة. فبعض أنواعه التي تنمو في الولايات المتحدة تحوي سم عصبي neurotoxin هو swainsonine .

## وصلات خارجية
- Astragalus
- Large list of species
- Very large list of species (with synonyms).
- Astragalus at a Glance This صفحة حقائق من معاهد الصحة الأمريكية عن نبات القتاد من حيث أسمائه الشائعة والاستعمالات والتأثيرات الجانبية المحتملة ومصادر لمعلومات إضافية.
- Chinese Milkvetch, Astragalus membranaceus, Kansas State University
- مقال موسع عن القتاد من المركز الطبي في جامعة مريلاند